# Der junge Löwe
Der junge Löwe (Originaltitel: Young Winston) ist ein britischer Film aus dem Jahr 1972. Der Film basiert auf dem Buch Meine frühen Jahre: Weltabenteuer im Dienst von Winston Churchill. Churchill wurde durch Simon Ward, der damals noch relativ unerfahren war, dargestellt.

## Handlung
Die erste Hälfte zeigt Churchills unglückliche Schulzeit nach dem Tode seines Vaters, die zweite seine Dienste als Kavallerieoffizier in Indien, im Sudan und in Omdurman sowie seine Erfahrungen als Kriegsberichterstatter im Zweiten Burenkrieg, in dessen Verlauf er gefangen genommen und wieder freigelassen wurde. Im Alter von 26 Jahren wurde Churchill ins Parlament gewählt; auch diese Episode seines Lebens thematisiert der Film.

## Kritiken
„Sehr gepflegt inszenierte, historisch verlässliche Verfilmung der Autobiografie Winston Churchills (1874–1965). Ein großflächiger, farbenprächtiger Bilderbogen, der die Jugendabenteuer des späteren Politikers schildert und einen Einblick gibt in das Leben der gehobenen Gesellschaft Englands jener Zeit.“

## Auszeichnungen (Auswahl)
Die Produktion war bei Oscarverleihung 1973 in den Kategorien Bestes Originaldrehbuch, Bestes Szenenbild und Bestes Kostümdesign für den Oscar nominiert. Das Kostümdesign wurde im gleichen Jahr mit dem British Academy Film Award ausgezeichnet. Der Film wurde zudem mit dem Golden Globe Award als Bester ausländischer englischsprachiger Film geehrt.